# Thomas Archer Hirst
Thomas Archer Hirst (1830-1892) va ser un matemàtic anglès, conegut pel seu diari escrit sistemàticament durant més de quaranta-cinc anys.

## Vida i Obra
Hirst Va néixer a la petita ciutat de Heckmondwike (Yorkshire) fill de comerciants de llana, però quan era molt petit la família es va traslladar a Wakefield on va cursar els seus estudis secundaris a la West Riding Proprietary School. El 1844, en morir el seu pare en un accident quan ell tenia quinze anys, la seva mare el va posar a treballar com aprenent d'un enginyer, Richard Carter, que feia la topografia pels naixents ferrocarrils a Halifax. Aquí va conèixer John Tyndall que era l'agrimensor principal, amb qui faria una amistat per tota la vida i qui l'inspiraria la seva carrera acadèmica.
Quan John Tyndall va deixar l'agrimensura per anar a estudiar a la universitat de Marburg, Hirst va ocupar el seu lloc d'agrimensor en cap. Però no hi va romandre gaire temps: el 1850 també se'n va anar a estudiar a Marburg, on el 1852 va obtenir el seu doctorat amb una tesi Sobre el diàmetre conjugat de l'el·lipsoide triaxial. Els anys següents va estar a les universitats de Berlín i de Göttingen, on es va relacionar amb Gauss, Weber i Steiner; va viure també a París, on va fer amistat amb Luigi Cremona.

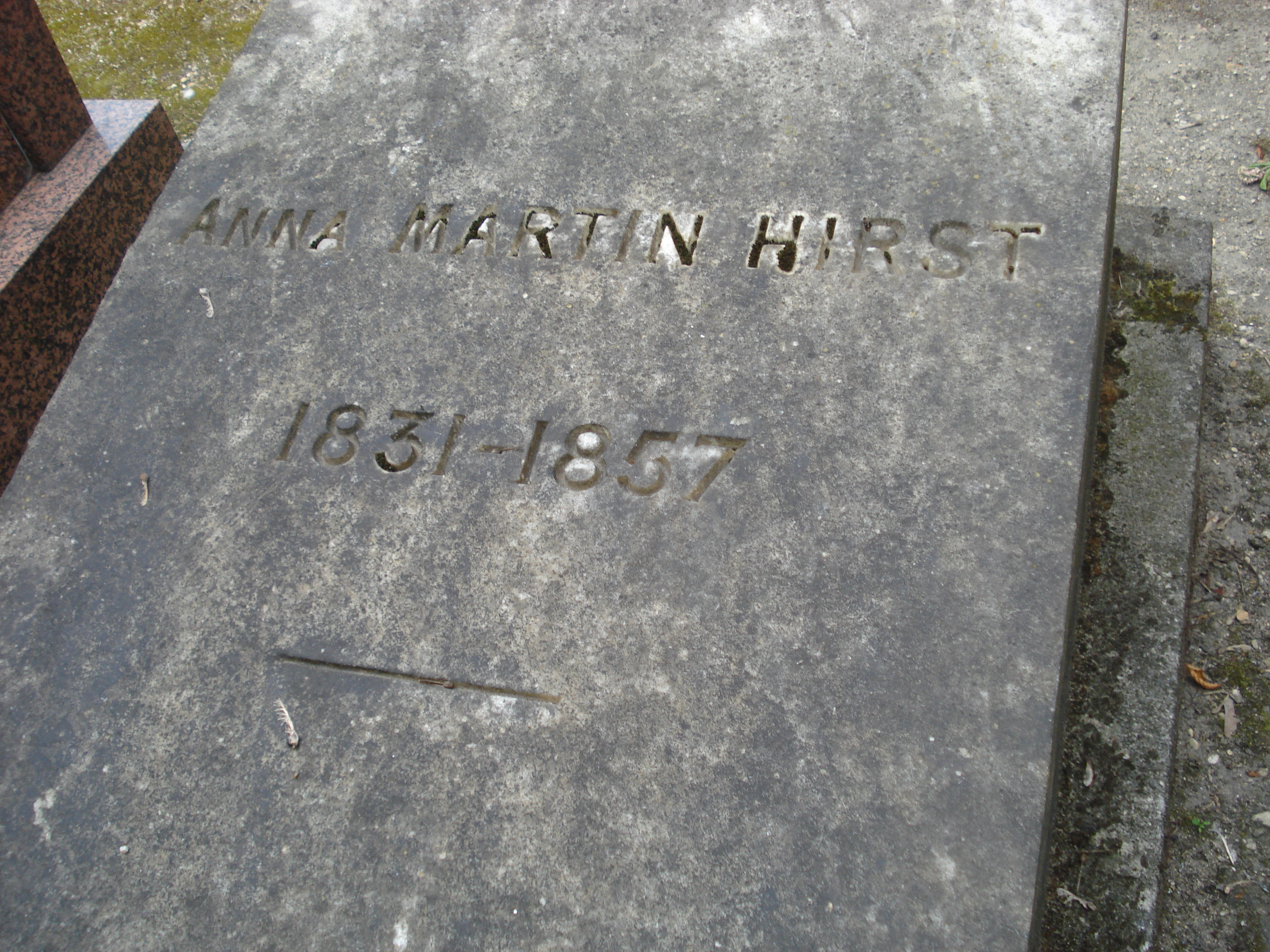
Tomba de la seva dona al Cementiri de Montmartre

En morir la seva dona el 1859, va retornar a Londres, on va donar classes a diferents escoles. El 1865 va ser nomenat professor del University College de Londres, càrrec que va deixar el 1873 (essent substituït per Olaus Henrici) en ser nomenat cap d'estudis del Royal Naval College Greenwich.
Tot i que Hirst va estar sempre al centre de l'elit matemàtica i científica de Londres, (va ser fellow de la Royal Society, president de la London Mathematical Society, fundador del X-Club, impulsor de l'Associació per a la Millora de l'Ensenyament de la Geometria, etc.), el seu nom estaria totalment oblidat si no fos pels seus diaris.
Des del 1844 fins un mes abans de la seva mort, Hirst va anar escrivint un extens diari, The Journals of Thomas Archer Hirst FRS  (2850 pàgines), que va estar editat per William Brock i Rod MacLeod el 1980. Hirst era un observador atent i tenia predisposició de sociòleg, per això les seves anotacions al diari són una vívida exposició de l'ambient intel·lectual londinenc i de molts altres llocs on va estar.